# 保罗·墨菲 (爱尔兰)
‌

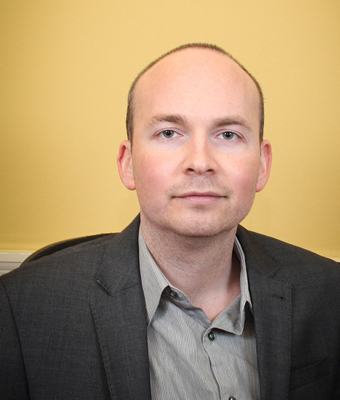
2016年的保罗·墨菲

保罗·墨菲（英語：Paul Murphy；1983年4月13日—）是一位爱尔兰政治人物，隶属于“人民先于利润—团结”联盟。他在都柏林郊区的戈茨敦长大。2004年，从都柏林大学学院毕业，获得法学学位。2011年—2014年，任欧洲议会议员，代表都柏林选区。在2014年都柏林西南补选中当选爱尔兰众议院议员，连任至今。他原为社会党和团结的成员，但于2019年9月退出，另建“RISE”组织；2021年2月，RISE作为一个派系加入“人民先于利润”党，他也随之成为该党的众议院议员。